# Pedro de Mena

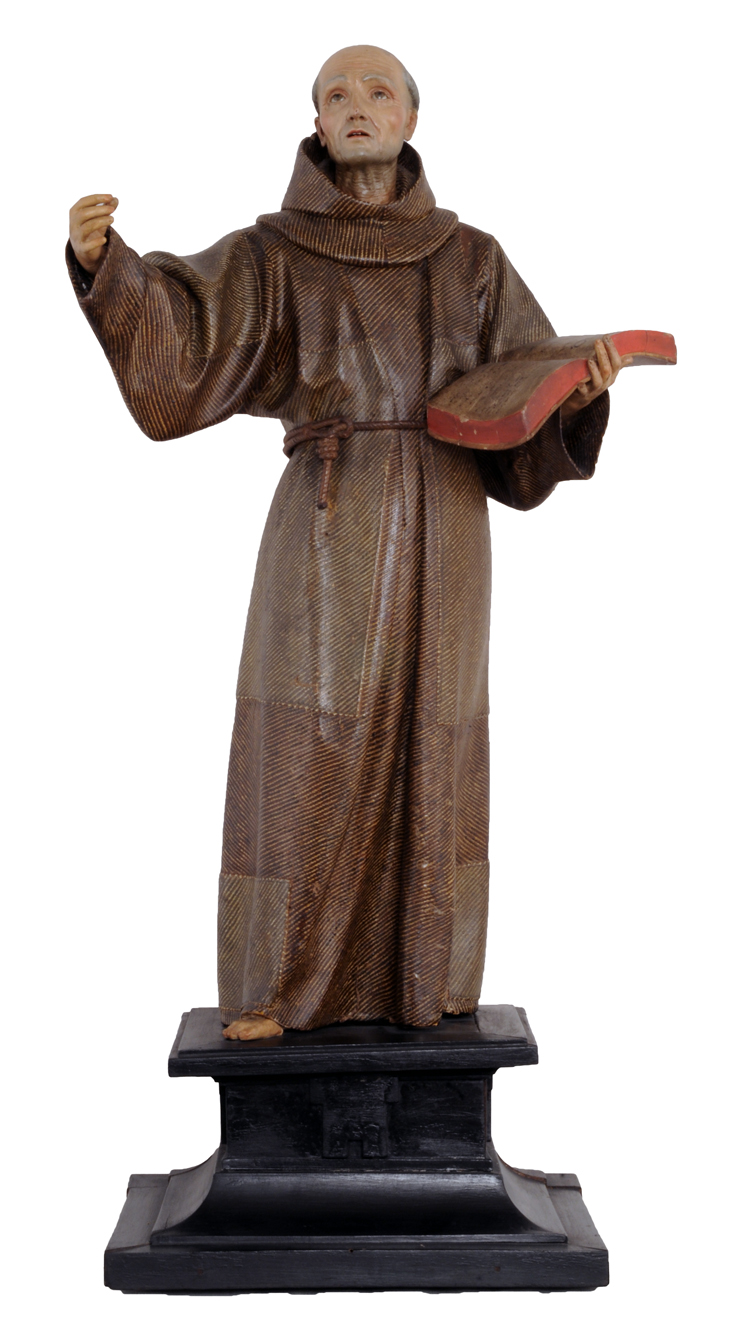
H. Petrus van Alcantara, Museo Mares

Pedro de Mena y Medrano (Granada, augustus 1628 - Málaga, 13 oktober 1688) was een Spaans barok beeldhouwer uit de Andalusische School.
Net zoals Gregorio Fernández heeft hij hoofdzakelijk religieus werk gefabriceerd. Hij werd met name geroemd om zijn religieuze expressie. De expressie verkreeg hij door de anatomie van zijn werken lichtjes uit balans te halen. Als een van zijn meesterwerken wordt zijn groep van 40 beelden uit het hoogkoor van de Santa Iglesia Catedral Basílica de la Encarnación van Málaga gezien.

## Werken
- 1664, H. Maria Magdalena als Penitente. Museo del Prado
- 1675, studie "Beeld van HM koningin Isabella". Gettymuseum
- Onbevlekte Ontvangenis, Museo Sorolla Nº Invº 20032_R
- H. Petrus van Alcántara, Museo Nacional de Catalunya, Barcelona
- Dolorosa. Kon. Academie van St-Ferdinand, Madrid
- Los Reyes Católicos Kathedraal van Granada